# Rabo de Peixe
Rabo de Peixe (dt.: Fischschwanz) ist eine portugiesische Gemeinde (Freguesia) im Kreis (Concelho) von Ribeira Grande auf der Azoren-Insel São Miguel. In ihr leben 8799 Einwohner (Stand 19. April 2021).

## Geschichte
Die Insel São Miguel wurde 1439 durch die portugiesische Krone in Besitz genommen. Rabo de Peixe wurde ab 1490 vermutlich erstmals von Flamen und Mauren dauerhaft bewohnt. Nachdem die ersten Siedler vornehmlich von Weideviehwirtschaft lebten, wurde der Fischfang schnell ein wesentlicher Wirtschaftsfaktor. Zur Entstehung des kuriosen Ortsnamens kursieren verschiedene Legenden, jedoch gilt als wahrscheinlich, dass die Form der hier ins Meer ragenden Landspitze Ausgangspunkt war.
2004 wurde Rabo de Peixe zur Kleinstadt (Vila) erhoben.

## Kultur und Sehenswürdigkeiten
Neben verschiedenen Sakralbauten zählen in der Gemeinde auch das 1712 errichtete Herrenhaus Solar de São Sebastião und das Vereinshaus der musikalischen Vereinigung Sociedade Filarmónica Progresso do Norte zu den Baudenkmälern.
Der historische Ortskern von Rabo de Peixe steht zudem als Ganzes unter Denkmalschutz.
In der Ortschaft Santana liegt das Observatório Astronómico de Santana, Açores (OASA), ein Planetarium. In Santana befindet sich auch ein Flughafen, der im Zweiten Weltkrieg den Alliierten diente, und 1946 der erste zivile Flughafen der Insel wurde. Nach der Eröffnung des Flughafens Ponta Delgada 1969 wurde der Flughafen außer Betrieb genommen.

## Verwaltung
Rabo de Peixe ist Sitz einer gleichnamigen Gemeinde (Freguesia). Zwei Orte liegen in der Gemeinde:
- Rabo de Peixe
- Santana